# Thalloptera sebastiani
Thalloptera sebastiani är en tvåvingeart som beskrevs av Borgmeier 1936. Thalloptera sebastiani ingår i släktet Thalloptera och familjen puckelflugor. Inga underarter finns listade i Catalogue of Life.